# 1ª Divisão 1941 (hockey su pista)
La 1ª Divisão 1941 è stata la 3ª edizione del torneo di primo livello del campionato portoghese di hockey su pista. La competizione ha avuto inizio il 3 gennaio e si è conclusa il 3 dicembre 1941.
Il titolo è stato conquistato dal Clube Futebol Benfica per la seconda volta nella sua storia.

## Stagione

### Formula
La 1ª Divisão 1941 vide ai nastri di partenza quattordici club divisi in due gironi; ogni girone fu organizzato con un girone all'italiana, con gare di andata e ritorno. Erano assegnati tre punti per l'incontro vinto e due punti a testa per l'incontro pareggiato, mentre ne era attribuito uno solo per la sconfitta. Al termine della prima fase le prime due squadre di ogni gruppo si qualificarono alla fase finale; la vincitrice venne proclamata campione di Portogallo.

## Prima fase

### Regional do Norte
|  | Pos. | Squadra           | Pt | G  | V  | N | P | GF | GS | DR |
|  | ---- | ----------------- | -- | -- | -- | - | - | -- | -- | -- |
|  | 1.   | Infante de Sagres | 30 | 10 | 10 | 0 | 0 |    |    |    |
|  | 2.   | Estrela           | 25 | 10 | 7  | 1 | 2 |    |    |    |
|  | 3.   | Carvalhos         | 21 | 10 | 5  | 1 | 4 |    |    |    |
|  | 4.   | Espinho           | 16 | 10 | 3  | 0 | 7 |    |    |    |
|  | 5.   | Filatelico        | 16 | 10 | 3  | 0 | 7 |    |    |    |
|  | 6.   | HC do Porto       | 11 | 10 | 0  | 2 | 8 |    |    |    |

Legenda:
  Qualificato alla finale.
Note:
Tre punti a vittoria, due per il pareggio, uno a sconfitta.

### Regional de Lisboa
|  | Pos. | Squadra          | Pt | G  | V  | N | P  | GF | GS  | DR   |
|  | ---- | ---------------- | -- | -- | -- | - | -- | -- | --- | ---- |
|  | 1.   | CF Benfica       | 42 | 14 | 14 | 0 | 0  | 76 | 18  | +58  |
|  | 2.   | Paço de Arcos    | 36 | 14 | 10 | 2 | 2  | 92 | 17  | +75  |
|  | 3.   | Benfica          | 32 | 14 | 7  | 4 | 3  | 61 | 38  | +23  |
|  | 4.   | Lisgas           | 31 | 14 | 8  | 1 | 5  | 47 | 31  | +16  |
|  | 5.   | Sporting CP      | 25 | 14 | 5  | 1 | 8  | 41 | 52  | -11  |
|  | 6.   | Sintra           | 24 | 14 | 4  | 2 | 8  | 44 | 75  | -31  |
|  | 7.   | Ateneu Comercial | 20 | 14 | 3  | 0 | 11 | 45 | 55  | -10  |
|  | 8.   | Campo de Ourique | 12 | 14 | 0  | 0 | 14 | 9  | 129 | -120 |

Legenda:
  Qualificato alla fase finale.
Note:
Tre punti a vittoria, due per il pareggio, uno a sconfitta.

## Fase finale

### Classifica finale
|  | Pos. | Squadra           | Pt | G | V | N | P | GF | GS | DR  |
|  | ---- | ----------------- | -- | - | - | - | - | -- | -- | --- |
|  | 1.   | CF Benfica        | 13 | 5 | 3 | 2 | 0 | 30 | 10 | +20 |
|  | 2.   | Paço de Arcos     | 13 | 5 | 3 | 2 | 0 | 21 | 11 | +10 |
|  | 3.   | Infante de Sagres | 7  | 4 | 1 | 1 | 2 | 8  | 15 | -7  |
|  | 4.   | Estrela           | 7  | 6 | 0 | 1 | 5 | 10 | 33 | -23 |

Legenda:
      Campione del Portogallo.
Note:
Tre punti a vittoria, due per il pareggio, uno a sconfitta.

### Risultati
| andata  | andata | Incontro                        | ritorno | ritorno |
|         |        |                                 |         |         |
| 11 nov. | 3-3    | CF Benfica-Paço de Arcos        | 4-4     | 21 nov. |
| 14 nov. | 1-4    | Estrela-Paço de Arcos           | 1-6     | 22 nov. |
| 15 nov. | 2-4    | Infante de Sagres-Paço de Arcos | ?       | ?       |

| andata  | andata | Incontro                     | ritorno | ritorno |
|         |        |                              |         |         |
| 15 nov. | 0-6    | Infante de Sagres-CF Benfica | ?       | ?       |
| 17 nov. | 7-1    | CF Benfica-Estrela           | 10-2    | 26 nov. |
| 23 nov. | 3-4    | Estrela-Infante de Sagres    | 2-2     | 3 dic.  |

| andata  | andata | Incontro                        | ritorno | ritorno |
|         |        |                                 |         |         |
| 11 nov. | 3-3    | CF Benfica-Paço de Arcos        | 4-4     | 21 nov. |
| 14 nov. | 1-4    | Estrela-Paço de Arcos           | 1-6     | 22 nov. |
| 15 nov. | 2-4    | Infante de Sagres-Paço de Arcos | ?       | ?       |

| andata  | andata | Incontro                     | ritorno | ritorno |
|         |        |                              |         |         |
| 15 nov. | 0-6    | Infante de Sagres-CF Benfica | ?       | ?       |
| 17 nov. | 7-1    | CF Benfica-Estrela           | 10-2    | 26 nov. |
| 23 nov. | 3-4    | Estrela-Infante de Sagres    | 2-2     | 3 dic.  |